# Hercostomus hubeiensis
Hercostomus hubeiensis är en tvåvingeart som beskrevs av Yang och Saigusa 2001. Hercostomus hubeiensis ingår i släktet Hercostomus och familjen styltflugor.
Artens utbredningsområde är Hubei (Kina). Inga underarter finns listade i Catalogue of Life.